# UBE2Q2
UBE2Q2 (англ. Ubiquitin conjugating enzyme E2 Q2) – білок, який кодується однойменним геном, розташованим у людей на 15-й хромосомі. Довжина поліпептидного ланцюга білка становить 375 амінокислот, а молекулярна маса — 42 818.
| 10         |  | 20         |  | 30         |  | 40         |  | 50         |
| ---------- |  | ---------- |  | ---------- |  | ---------- |  | ---------- |
| MSVSGLKAEL |  | KFLASIFDKN |  | HERFRIVSWK |  | LDELHCQFLV |  | PQQGSPHSLP |
| PPLTLHCNIT |  | ESYPSSSPIW |  | FVDSEDPNLT |  | SVLERLEDTK |  | NNNLLRQQLK |
| WLICELCSLY |  | NLPKHLDVEM |  | LDQPLPTGQN |  | GTTEEVTSEE |  | EEEEEEMAED |
| IEDLDHYEMK |  | EEEPISGKKS |  | EDEGIEKENL |  | AILEKIRKTQ |  | RQDHLNGAVS |
| GSVQASDRLM |  | KELRDIYRSQ |  | SYKTGIYSVE |  | LINDSLYDWH |  | VKLQKVDPDS |
| PLHSDLQILK |  | EKEGIEYILL |  | NFSFKDNFPF |  | DPPFVRVVLP |  | VLSGGYVLGG |
| GALCMELLTK |  | QGWSSAYSIE |  | SVIMQINATL |  | VKGKARVQFG |  | ANKNQYNLAR |
| AQQSYNSIVQ |  | IHEKNGWYTP |  | PKEDG      |  |            |  |            |

A: Аланін

C: Цистеїн

D: Аспарагінова кислота

E: Глутамінова кислота

F: Фенілаланін

G: Гліцин

H: Гістидин

I: Ізолейцин

K: Лізин

L: Лейцин

M: Метіонін

N: Аспарагін

P: Пролін

Q: Глутамін

R: Аргінін

S: Серин

T: Треонін

V: Валін

W: Триптофан

Кодований геном білок за функцією належить до трансфераз. 
Задіяний у таких біологічних процесах, як убіквітинування білків, альтернативний сплайсинг. 
Білок має сайт для зв'язування з АТФ, нуклеотидами. 
Локалізований у цитоплазмі.